# 財產扣押
財產扣押（英語：provisional attachment）或稱財產暫管，是民事诉讼的一個救濟制度，透過暫時查封財產並禁止移轉的方式，以防止債務人脫產。有些國家規定於《民事訴訟法》中，有些國家則另訂特別法規範之。

## 概說
由於民事诉讼事件必需俟判決確定才能聲請強制執行，因此如果債務人在案件確定之前將名下財產轉出，债权人即使獲得勝訴判決亦沒有財產可以執行；因此為防止債務人脫產，特別設立此一制度，讓債權人可以在起訴前或訴訟中聲請法院扣押債務人的名下財產，以確保將來的執行。
相對的，債務人如果不願聲請的財產被扣押，可以提出相當金額作為擔保，請求法院駁回財產扣押的聲請。
案件一旦判決確定，如果債務人為勝訴的一方，其被扣押的財產即應返還。但如果敗訴，就會作為將來強制執行的標的。

## 各國規定

### 中華民國（臺灣）
- 聲請時點：起訴前或訴訟中。但起訴前聲請者，法院應命债权人限期起訴。
- 聲請要件：日後有不能執行或難以執行之虞。（民事訴訟法§523Ⅰ）
- 聲請標的：金錢請求或得為金錢之請求。（民事訴訟法§522Ⅰ）
- 聲請程式：應敘明理由及原因事實，並釋明[1]之。（民事訴訟法§§525、526Ⅰ）
- 審查結果：債權人陳明願供担保或法院若認為適當者，得定相當數額，命供擔保後假扣押；法院認為確有扣押保全之必要者，得裁定准許假扣押。

### 日本
日本的財產扣押制度規範於《民事保全法》中。